# Pilátesz
A pilátesz vagy pilates fitnesz-módszert a német Joseph Pilates alapította a huszadik század elején. 2010-ben 11 millió gyakorlója és 14 000 oktatója volt az USA-ban.
A pilátesz olyan komplex mozgásforma, amely ötvözi a „nyugati” világ anatómiai ismereteit a „keleti” mozgáskultúra egyes eszközeivel. Gyakorlásában nagy szerepet kapnak a gerinc stabilizáló izmai (mélyizmok), illetve a speciális légzéstechnika.

## Története
A pilátesz módszer nevét megalkotója, Joseph Hubertus Pilates után kapta, aki Németországban, Düsseldorf mellett született 1883-ban. Születése óta angolkórban, asztmában és ízületi fájdalmakban szenvedett. Ennek hatására életét már egészen korán a sportolásnak és az egészséges test kialakításának szentelte: gimnasztikázott, testépített, jógázott – eme eltökéltség eredményeképpen már 14 évesen anatómiai rajzokhoz állt modellt.
1912-ben Angliába költözött, bokszolóként, cirkuszi előadóként és önvédelmi sport-oktatóként dolgozott. A világháború kirobbanásakor a német állampolgárokat, így Pilatest is, internálták, és ezalatt, a Man-szigeten kezdte el kialakítani módszerét. Honfitársai, akiken "gyakorolt", a testedzésnek köszönhetően megerősödtek fizikailag, és elkerülték azt az irtózatos spanyolnáthát, amely ezreket ölt meg.
1926-ban az USA-ba költözött, az oda tartó hajóúton ismerkedett meg későbbi társával, Clarával, akinek segítségével kialakította a "Contrology"-nak (=kontroll) nevezett módszerét, és megnyitotta fitnesztermét a New York-i Balett épületében. Kora legnagyobb táncosai és táncoktatói jártak hozzá, hogy a "Contrology" módszer segítségével szép alakra és hihetetlen ruganyosságra tegyenek szert. Ezután 40 év „aranykor” következett Pilates életében és munkásságában. Haláláig fejlesztette módszerét, összeállított több száz ma is használt gyakorlatot (melyek gyűjteménye Pilates „basic” vagy „true” irányzat néven ismert), és számos gépet alkotott meg. 83 évesen hunyt el.

## Elvei

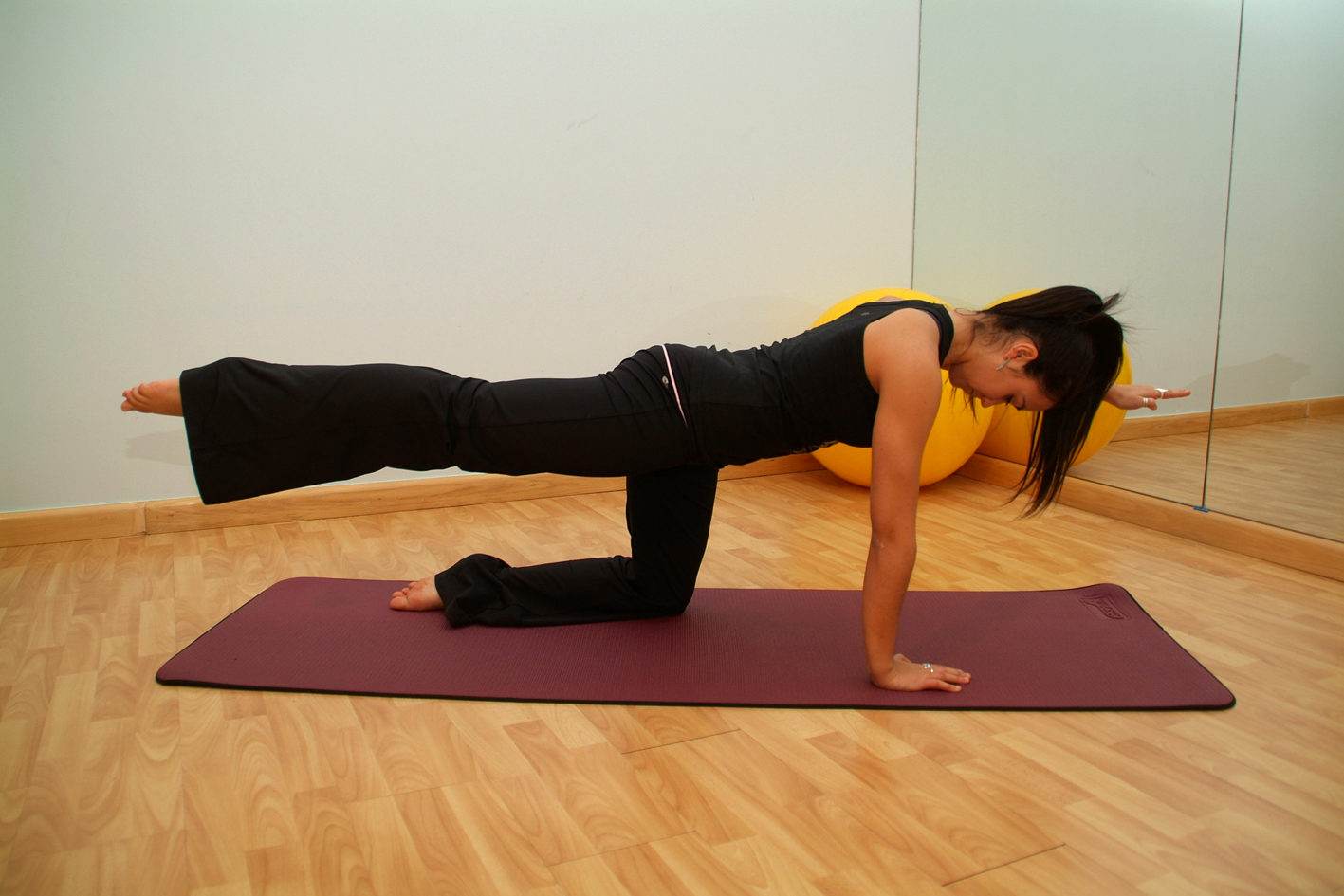

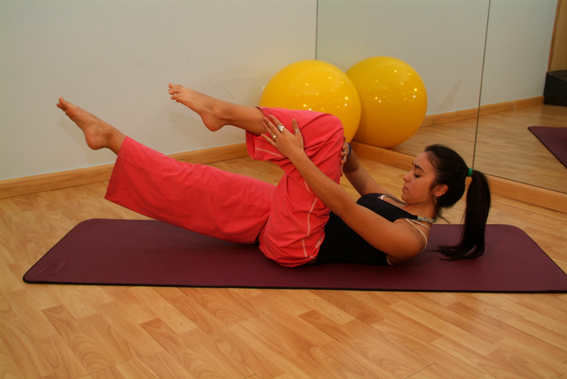

Gyakorlói szerint a pilates fő célja a test és a lélek egységének megteremtése olyan módon, hogy az elme ne legyen lekötve és a test kecsesen, egyensúlyban mozogjon.
Joseph Pilates 6 alapelvet alkotott meg módszeréhez:
1. koncentráció (concentration). A tudatos mozgás kulcsa, hogy odafigyeléssel, a figyelem fókuszával végzik a gyakorlatokat.
2. irányítás (control). Szellemi és fizikai irányítás. Az izmok irányítása, a mozgás összekoordinálása, a légzés koordinálása. (Pilates a módszerét nem magáról nevezte el, hanem Contrology-nak.)
3. központosítás (centering). A módszer azon alapvetésre épül, hogy minden mozdulat az úgynevezett erőközpontból (powerhouse) indul ki, azaz a has-alsó háti szakasz-csípő-fenék központi területből, amely körülveszi a létfontosságú szervek nagy részét, magába foglalja a gerincet, a test középpontját alkotva.
4. légzés (breathing). A megfelelő légzéstechnika a kulcs a minél tökéletesebb mozgás kivitelezéséhez. Minden gyakorlat mozdulataihoz adott ki-és belégzésütem tartozik.
5. áramlás (flowing movement). Minden gyakorlatnak saját üteme van, ezáltal a gyakorlatok "áramló" mozgással állnak össze egésszé.
6. precizitás (precision). A gyakorlatok helyes kivitelezése a legfontosabb, inkább kevesebb ismétlésszámmal, de a lehető legtökéletesebben végrehajtva kell dolgozni.